# ويد ديكر
ويد ديكر (بالإنجليزية: Wade Dekker)‏ (21 أبريل 1994 بملبورن في أستراليا - ) هو لاعب كرة قدم أسترالي في مركز الدفاع. لعب مع Northcote City FC ‏.

## وصلات خارجية
- ويد ديكر على موقع قاعدة بيانات كرة القدم.إي يو (الإنجليزية)
- ويد ديكر على موقع Soccerbase.com (لاعب) (الإنجليزية)
- ويد ديكر على موقع Soccerway.com (الإنجليزية)